# 贝灵施泰特
贝灵施泰特是德国石勒苏益格－荷尔斯泰因州的一个市镇。总面积14.29平方公里，总人口725人，其中男性388人，女性337人（2011年12月31日），人口密度51人/平方公里。